# Cossante
Cossante, ibland synonymt kallat cantiga paralelística, är ett galiciskt-portugisiskt versmått som nådde sin största popularitet mellan 1100-talet och 1300-talet. Versmåttet har förmodligen sitt ursprung i folkpoesi, och är simpelt och monotont men svårt att bemästra. Det avtog i popularitet efter att kastiljanskan spred sig på bekostnad av galiciskan. Versmåttet följer en tydligt definierad struktur med assonans och repeterade ord, samt en refräng som ett av dess starkast framträdande kännetecken.

## Historik
Cossante har förmodligen sitt ursprung i folkpoesi och är simpelt och monotont, även om det är tekniskt svårt att bemästra versmåttet. De första cossante-dikterna skrevs förmodligen under 900-talet i Akvitanien. De tidiga dikterna var ofta sjungna av kvinnor, men manliga trubadurer tog sångerna till hoven och gjorde dem populära där. Även när de sjöngs av manliga trubadurer behöll de förmodligen ändå ofta sin kvinnliga narration. Många av diktarna skrev förmodligen både cossante och den mer högaktade trovadorismo. Möjligen influerades de även av psalmer. Bland poeter som författat cossante är kung Dionysius I av Portugal och den portugisiska dramatikern Gil Vicente bland de mer namnkunniga. Versmåttet var som mest populärt under medeltiden i Portugal och Galicien, och nådde sin storhetstid mellan 1100-talet och 1300-talet. Populariteten dog ut i takt med att kastiljanskan tog över från galiciskan.
Den brittiske forskaren inom portugisiska och spanska Aubrey Bell (1881-1950) gjorde versmåttet känt inom en brittisk läsekrets. Ett av få moderna exempel på cossante är den avslutande dikten i W. H. Audens diktsvit Horae Canonicae, dikten "Laude", som följer en moderniserad och förändrad form av cossante där han både frångår schemat och undviker cossante-formens klassiska teman.

## Struktur
Versmåttet består av assonerande verspar där den sista stavelsen i versparets första rad slutar på ett "i"-ljud och den sista stavelsen i den andra raden på ett "a"-ljud. Varje verspar efterföljs av en refräng som ofta kännetecknar versmåttet, där tankarna från de tidigare versraderna repeteras. Samma vokaler repeteras i alternerande verspar genom hela dikten. Dessutom används det så kallade leixa-pren, ett mönster som bildar flätor där det första versparets andra rad återanvänds som första rad i det tredje versparet, och så vidare. De växlande raderna användes vid framförande i växelspel mellan dansare och sångare, såsom mycket antik och tidigmedeltida dramatik hade framförts. Slutligen återupprepas orden i de jämna versparen i lätt modifierad variant i de ojämna. Schemat kan beskrivas som "abr(i), abr(a), bcr(i), bcr(a), cdr(i), cdr(a)."
Som exempel kan Nuno Fernandes Torneols kända kärlekssång Levad', amigo, que dormides as manhanas frías, anföras:
Levad', amigo, que dormides as manhanas frías;
toda-las aves do mundo d'amor dizían.

Leda m'and'eu.

Levad', amigo, que dormide-las frías manhanas;

toda-las aves do mundo d'amor cantavan.

Leda m'and'eu.

Toda-las aves do mundo d'amor dizían;

do meu amor e do voss'en ment'havían.

Leda m'and'eu.

Toda-las aves do mundo d'amor cantavan;

do meu amor e do voss'i enmentavan.

Leda m'and'eu.
I de första två styckena ombes diktjagets vän att lyssna på fåglarnas kärlekssång, medan de följande två styckena klargör att kärlekssången handlar om kärleken mellan diktjaget och lyssnaren. På så vis repeteras tankarna mellan de olika stroferna, enligt det schema som anges ovan.
Det förekommer att slutrim används istället för assonans. Versraden i sig har ingen bestämd antal stavelser, utan kan variera. Det vanligaste är omkring 7-8 stavelser, men det förekommer allt från 5 till 14.